# Генкай

33°28′20″ пн. ш. 129°52′29″ сх. д. / 33.47222° пн. ш. 129.87472° сх. д.
Генкай (яп. 玄海町) — містечко в Японії, в повіті Хігасімацуура префектури Саґа.